# Edmond Deren
Edmond Florent Auguste Deren, né le 30 mars 1846 au 48 rue des Arts à Lille et mort le 12 avril 1931 au même endroit, est un hautboïste ayant été soliste et professeur au conservatoire de Lille.

## Biographie
Edmond Deren est le fils de Jean Baptiste Auguste Deren, marchand boucher né le 31 août 1809 à Nieuwkerke en Belgique, et de Louise Victoire Dorothée Druez, née le 27 juin 1812 à Lille.

### Formation
Il commence l'étude du cornet à pistons, qu'il abandonne au profit du basson. Il entra dans la classe du Père Bauman et remporta un premier prix. Il poursuivit avec le hautbois et obtint à l'unanimité son premier prix en 1866 sous le professorat de Jules Herman. Il obtint par ailleurs un deuxième prix en dictée musicale en 1865.

### Années d'activité
À sa sortie du conservatoire de Lille, il entra comme hautbois solo à la musique des Sapeurs-Pompiers et au Grand Théâtre de Lille et ce jusqu'en 1917.
Il succéda à son maître, Jules Herman, en tant que professeur de hautbois au conservatoire de Lille et y enseigna 25 ans. Plusieurs de ses élèves devinrent à leur tour artistes et obtinrent des premiers prix au conservatoire de Paris.
Il participa à la création de l'association symphonique des concerts d'été en tant que hautbois solo auprès d'autres musiciens tels que Quesnay, Dreux, Bacqueville, Gabelles, etc..
Il fut également membre fondateur avec Paul Martin de la société des concerts populaires en tant que hautbois solo. Il était également vice-président d'honneur de l'union des anciens élèves et amis du conservatoire et président de l'amicale Cloche. Il donna comme devise à cette dernière sa propre devise : « Tout pour l'amitié ! ». Il fut par ailleurs membre du jury de l'académie de musique.
Ses élèves, amis et collègues lui remirent en 1919 un buste en bronze d'Edgar Boutry le représentant.

### Décès

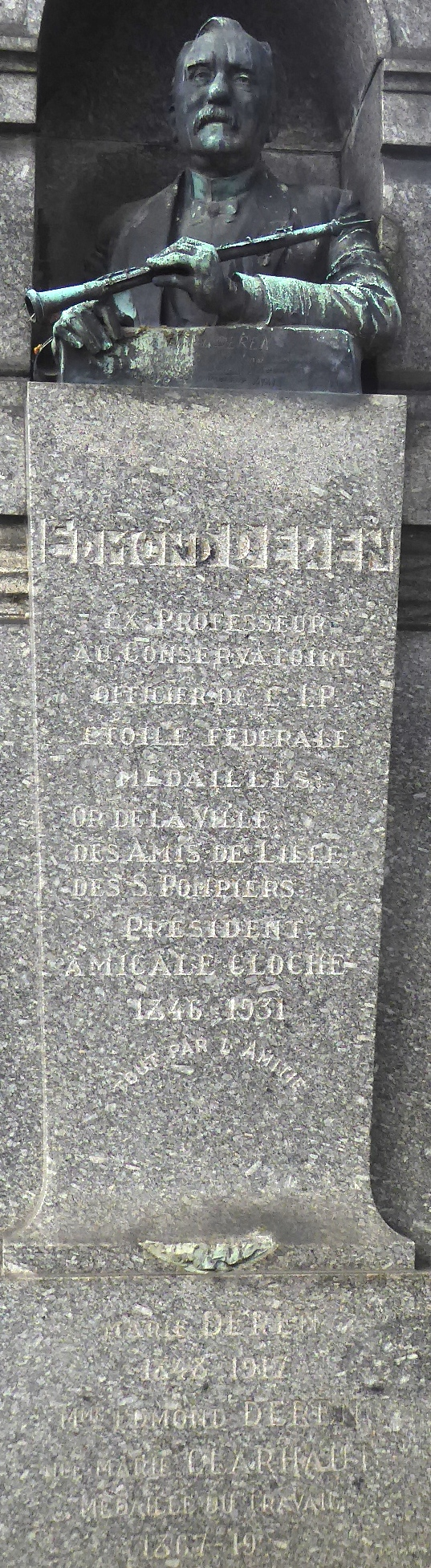
Sépulture d'Edmond Deren au Cimetière de l'Est à Lille.

Il meurt le 12 avril 1931 dans sa maison natale au 48 rue des Arts. À ce moment-là, il était alors le doyen des artistes musiciens lillois et des habitants de la rue des Arts.
Ses funérailles eurent lieu le 16 avril 1931 à l'église Saint-Étienne de Lille. Il fut inhumé au Cimetière de l'Est à Lille. Sa sépulture est située à l'entrée du côté de la gare Lille Europe juste à la droite de celle de la violoncelliste Élisa de Try et non loin de celle de Pierre Mauroy, ancien premier ministre et maire de Lille. Une statue le représente en compagnie de son hautbois.

## Distinctions
- Officier de l'Instruction publique en 1890[5]
- Grande médaille d'or de la ville de Lille[1]
- Étoile fédérale de la fédération des musiques du Nord et du Pas-de-Calais[1]
- Médaille d'honneur du bataillon des sapeurs-pompiers[1]